# Tauragnai
Tauragnai (in polacco Tauroginy) è una città del distretto di Utena della contea omonima, nel nord-est della Lituania. Secondo un censimento del 2011, la popolazione ammonta a 473 abitanti.
È il centro più importante della sua seniūnija.

## Nome
Si ritiene che il toponimo Tauragnai derivi dal nome tauragno, con cui si indicavano con tutta probabilità i tori presenti attorno al lago Tauragnas e nelle foreste locali.
Qualche storiografo ha anche sostenuto che il termine possa derivare dalla fusione delle parole tauras e ginti.

## Storia
Una leggenda locale narra che Tauragnus fu fondata dal duca Rigimantas.
La prima fonte ufficiale affidabile che cita Tauragnai risale al 1373 ed è una cronaca di Ermanno di Wartberge: si parla nello specifico dell’abbandono della fortezza di Tauragnai da parte dell’Ordine livoniano che fu lasciata nel febbraio di quell'anno. 
Il centro urbano si sviluppò tra il 13º e il 15° a 3,5 km a sud-est dalla posizione attuale. Divenne luogo importante per difendersi dalle aggressioni operate in maniera più o meno continua dai Livoniani: in uno di questi scontri fu bruciato un castello di legno.
Il 1387 fu l’anno di fondazione della diocesi di Vilnius: Tauragnai entrò a far parte di quest’ultima e la prima chiesa locale è stata costruita nel 1498.
Alla diocesi di Vilnius, Tauragnai e i suoi dintorni appartennero ancora nel 1797, come suggerito dalle fonti; Tauragnai divenne pian piano un centro commerciale importante a seguito all’acquisizione dello status di città conferito dalla Confederazione polacco-lituana: i privilegi riguardano infatti i mercati (specialmente la compravendita di pesce, funghi, miele, legname e così via). 
Negli anni Novanta del XIX secolo, la regione pullulava di membri del movimento nazionale lituano contrario alle politiche del Regno del Congresso. Dall’ottobre 1919 al luglio 1920 Tauragnai fu occupata dall’esercito polacco.
Nel luglio 1944, in città si propagò un incendio causato da un aereo militare tedesco distrutto e precipitato sul posto. La chiesa di San Giorgio, risalente al XVIII secolo, non fu frequentabile per ovvie ragioni durante la Seconda guerra mondiale: le funzioni religiose furono dunque eccezionalmente eseguite nella cappella del cimitero cittadino.
Dopo la guerra, circa 120 Fratelli della foresta provenienti da Tauragnai e dalle zone limitrofe si opposero nelle foreste nord orientali del Paese baltico all'occupazione sovietica.
Dal 1947 al 1974 è stato attivo un ospedale cittadino: nel 1959 è stata aperta una Casa della cultura.

## Galleria d’immagini

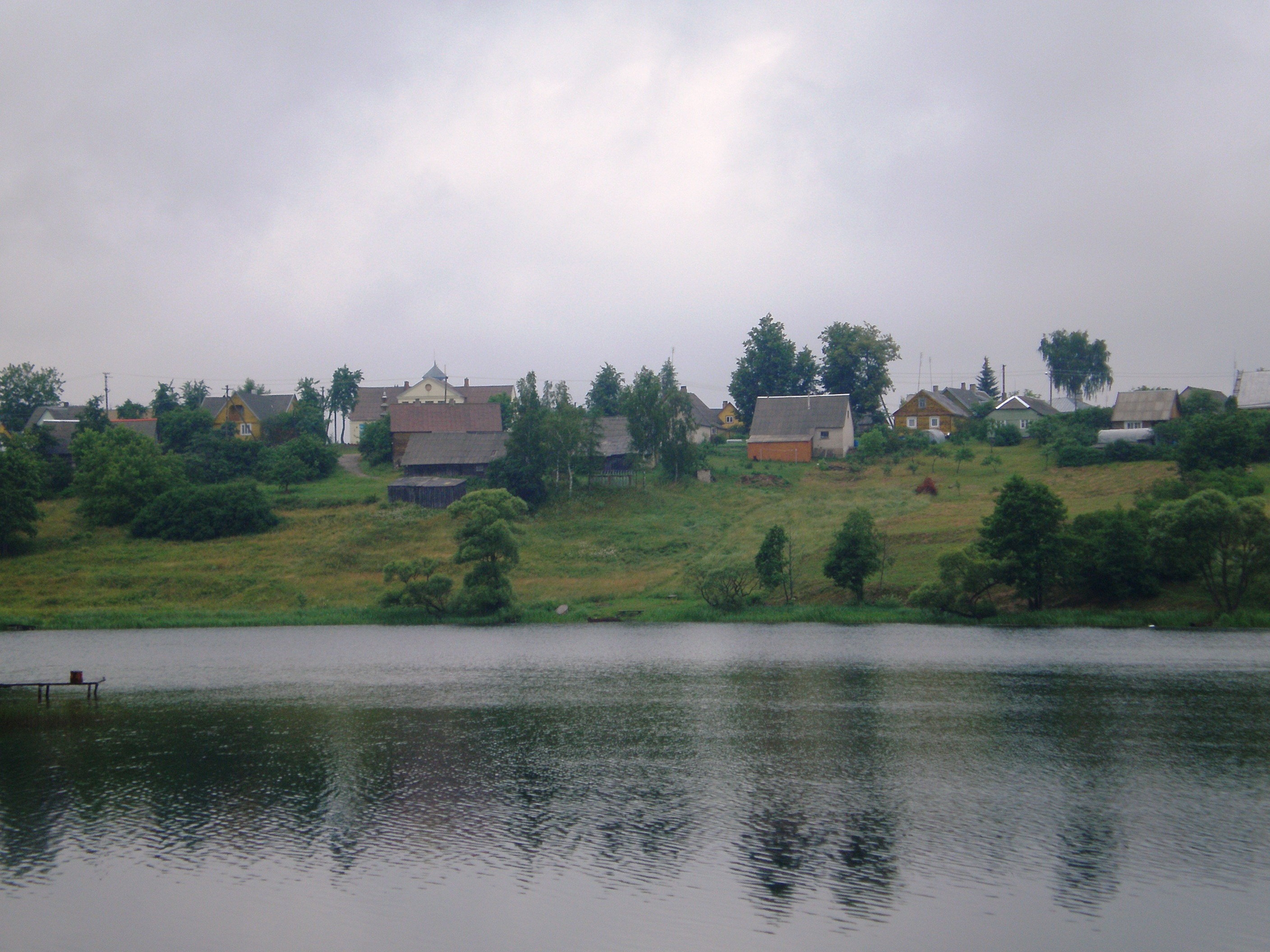
Abitazioni sul lago Tauragnas
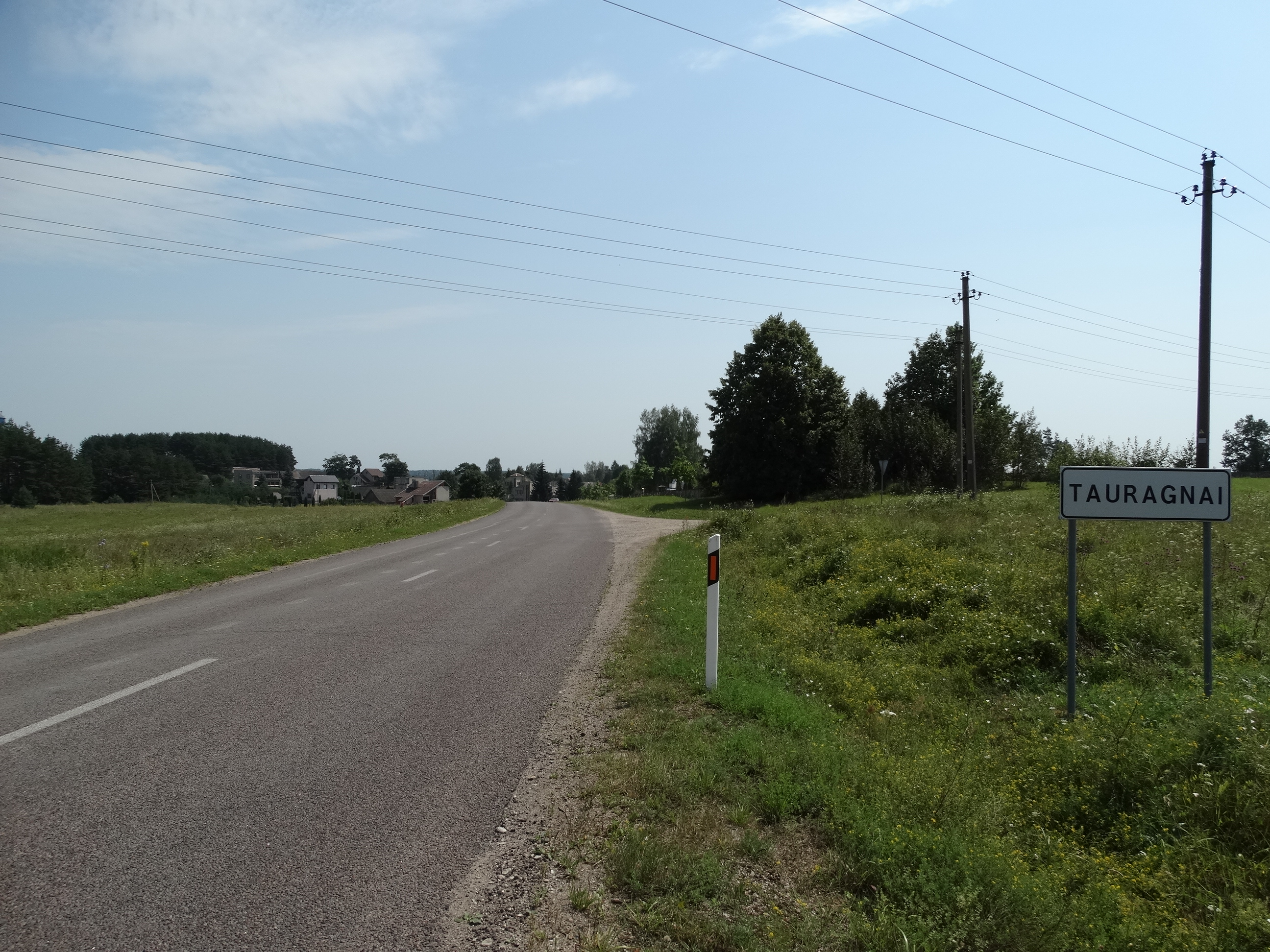
Cartello stradale all’ingresso cittadino
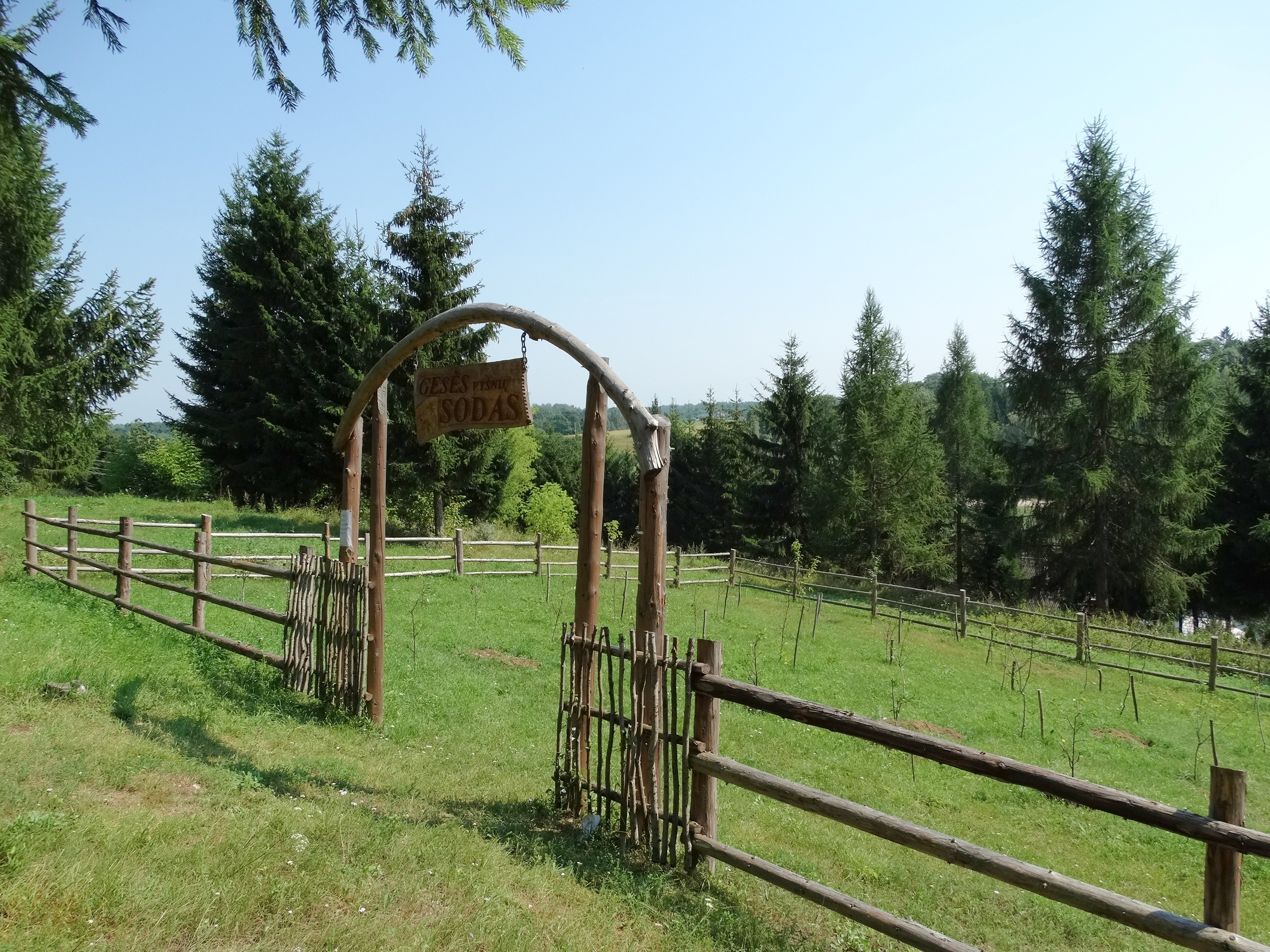
Giardino di ciliegi piantato in memoria della studiosa di botanica ed erboristeria E. Šimkūnaitė
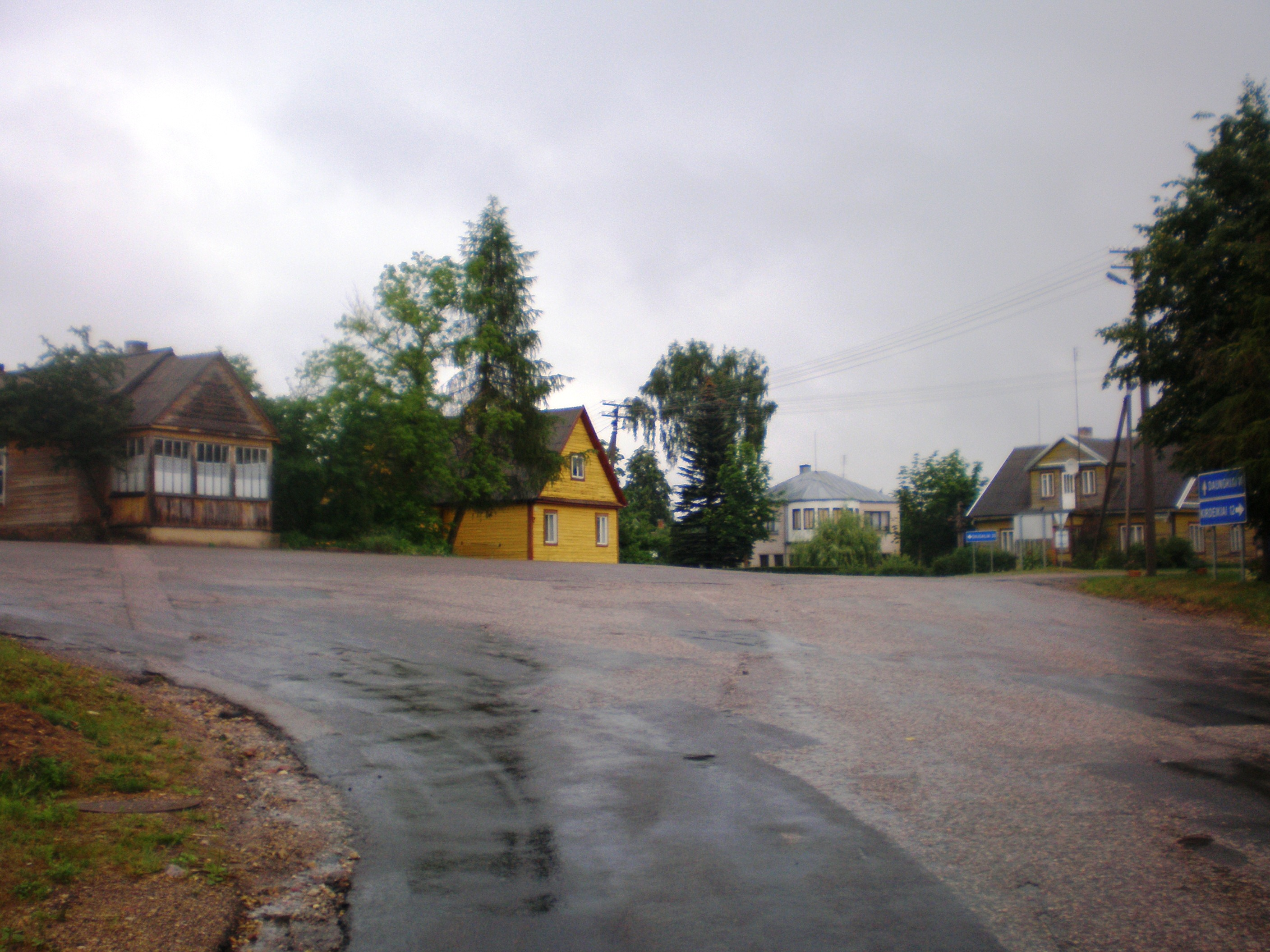
Strada cittadina
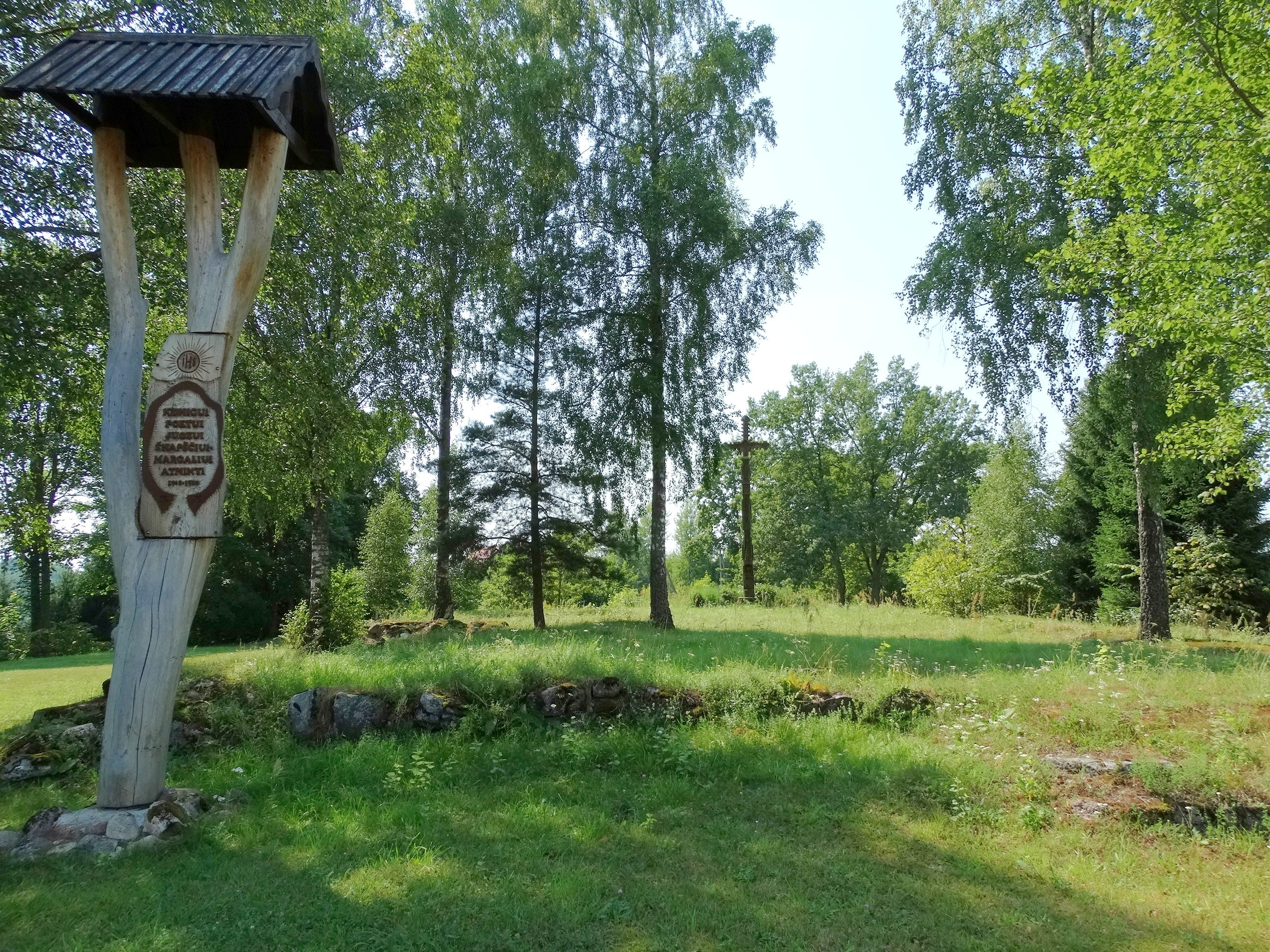
Targhetta commemorativa del poeta e sacerdote Juozas Šnapštys-Margalis
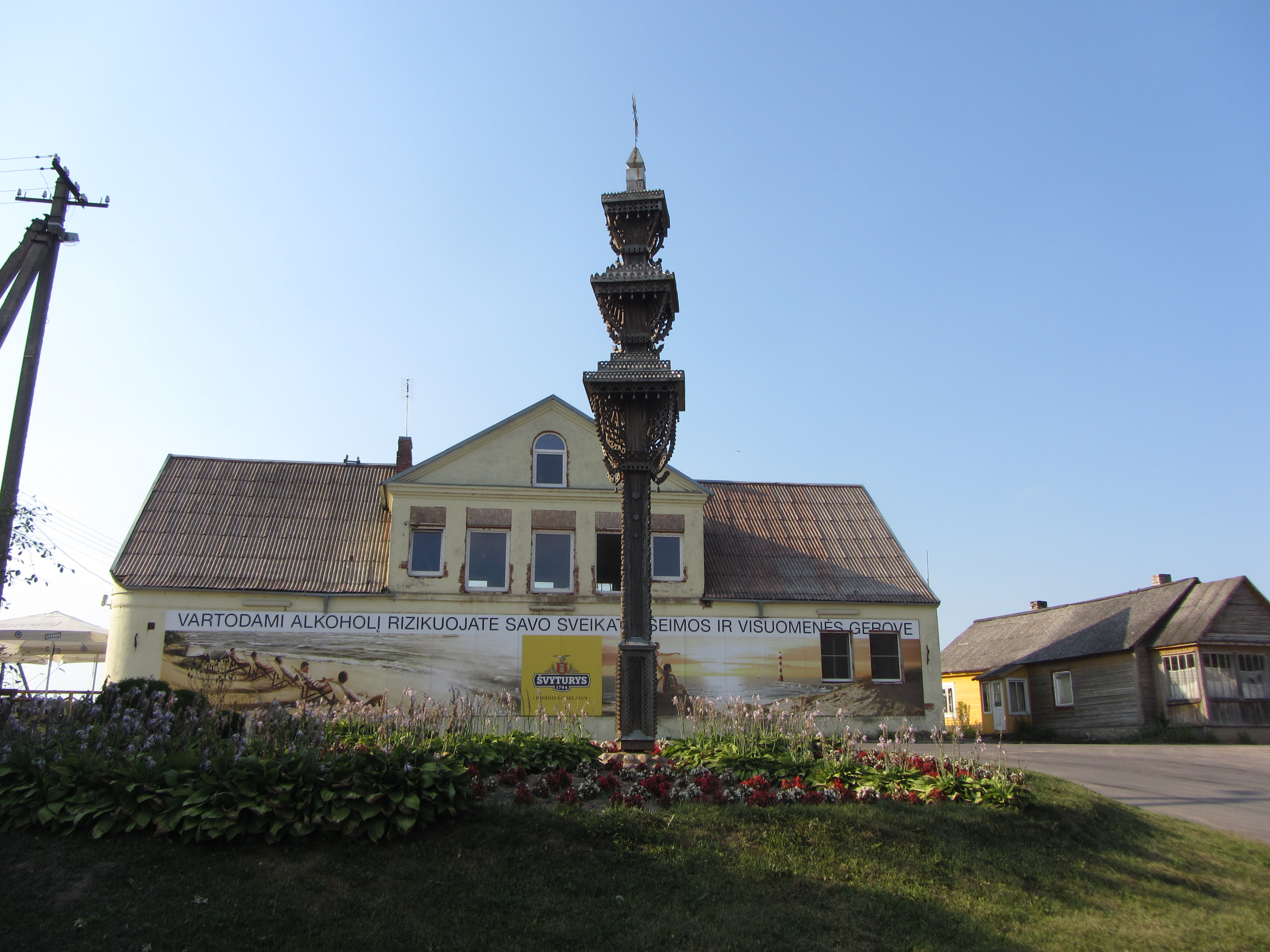
Piazza di Tauragnai